# Ingrid Wells
Ingrid Wells (* 29. März 1989 in New York City, New York) ist eine ehemalige US-amerikanische Fußballspielerin.

## Karriere

### Verein
Wells begann ihre Karriere in der Jugendakademie des in New Jersey beheimateten Vereins Parsippany Soccer Club, wo sie den Parsippany Gazelles 89 angehörte. Daneben spielte sie zwischen 2002 und 2006 für die Montclair Mounties, das Frauenfußballteam der Montclair High School. Während ihres Anthropologiestudiums an der Georgetown University lief Wells für das dortige Team der Georgetown Hoyas auf und spielte im Jahr 2010 kurzzeitig für den W-League-Teilnehmer New Jersey Rangers. In der Saison 2012 spielte Wells für den Kopparbergs/Göteborg FC in der Damallsvenskan, gewann dort den schwedischen Pokalwettbewerb und kam auch mehrfach in der Champions League zum Einsatz. Im Februar 2013 wurde sie als sogenannter Free Agent von der NWSL-Franchise der Washington Spirit verpflichtet, ihr Ligadebüt gab sie am 14. April 2013 gegen die Boston Breakers. Wells wurde im Juni 2013 von Washington freigestellt und schloss sich kurz darauf dem Ligakonkurrenten Western New York Flash an. Hierbei standen sich sowohl in Wells’ letztem Spiel für Washington als auch in ihrem Debüt für ihren neuen Arbeitgeber ebendiese beiden Mannschaften gegenüber. Als Tabellenerster am Ende der regulären Saison 2013 konnte Wells mit den Flash den NWSL Shield erringen, das Finale um die Meisterschaft wurde jedoch mit 0:2 gegen den Portland Thorns FC verloren.
Am 6. September 2013 gab der Bundesligist 1. FFC Turbine Potsdam die Verpflichtung Wells’ für zwei Spielzeiten bekannt. Nach Ablauf des Vertrags beendete sie ihre Karriere.

### Nationalmannschaft
Wells spielte für US-Nachwuchsmannschaften in den Altersklassen U-20 und U-23. Mit der U-20 gewann sie den Titel bei der Weltmeisterschaft 2008 und kam im Turnierverlauf zu fünf Einsätzen.

## Erfolge
- 2008: U-20-Weltmeister
- 2012: Schwedischer Pokalsieger